# Cañas Gordas
Cañas Gordas è un comune (corregimiento) della Repubblica di Panama situato nel distretto di Renacimiento, provincia di Chiriquí. Si estende su una superficie di 60,8 km² e conta una popolazione di 3.090 abitanti (censimento 2010).